# Palaió Skyllítsi
Palaió Skyllítsi är en ort i Grekland.   Den ligger i prefekturen Nomós Imathías och regionen Mellersta Makedonien, i den norra delen av landet, 300 km norr om huvudstaden Aten. Palaió Skyllítsi ligger 8 meter över havet och antalet invånare är 647.
Terrängen runt Palaió Skyllítsi är mycket platt. Runt Palaió Skyllítsi är det ganska tätbefolkat, med 83 invånare per kvadratkilometer. Närmaste större samhälle är Véroia, 14,0 km sydväst om Palaió Skyllítsi. Trakten runt Palaió Skyllítsi består till största delen av jordbruksmark.